# ラッピングフィルム (研磨)
ラッピングフィルム（英: Lapping film）は、研磨用のプラスチック製の特殊なフィルムシート。通常の紙やすりに比べ研磨粒子が非常に細かいことが特徴で、概ね#320～#15000まで存在する。
金属やプラスチックなどの鏡面研磨に用いられる。ホームセンターなどで手軽に手に入れる事ができ、研磨粒子としては酸化アルミニウムやシリコンカーバイドが多い。